# Marasuchus
Marasuchus is een geslacht van uitgestorven reptielen behorend tot de Dinosauromorpha dat leefde tijdens het Trias in het gebied van het huidige Argentinië.

## Ontdekking en naamgeving
Het holotype PVL 3871 is opgegraven in een laag van de Los Chanares-formatie die stamt uit het Ladinien. Het bestaat uit delen van de schoudergordel, een voorpoot en een dijbeen. Een tweede exemplaar, PVL 3870, bevat ook delen van de schedel en de wervelkolom.
De oorspronkelijke naam was Lagosuchus lilloensis, een tweede soort van het geslacht Lagosuchus, door Alfred Romer benoemd in 1972. De soortaanduiding verwijst naar het Instituto Lillo. De typesoort van Lagosuchus, Lagosuchus talampayensis, werd echter later als een nomen nudum beschouwd, wat betekent dat men door eender welke omstandigheden niet kan bepalen wat het geslacht inhoud. Hierop benoemden Paul Sereno en Andrea Arcucci in 1994 een apart geslacht voor L. lilloensis: Marasuchus. De soortnaam werd hierdoor Marasuchus lilloensis. De geslachtsnaam verwijst naar het knaagdier de mara, net zoals lagos 'haas' betekent, en verbindt dit met een gelatiniseerd Souchos, de krokodillengod.

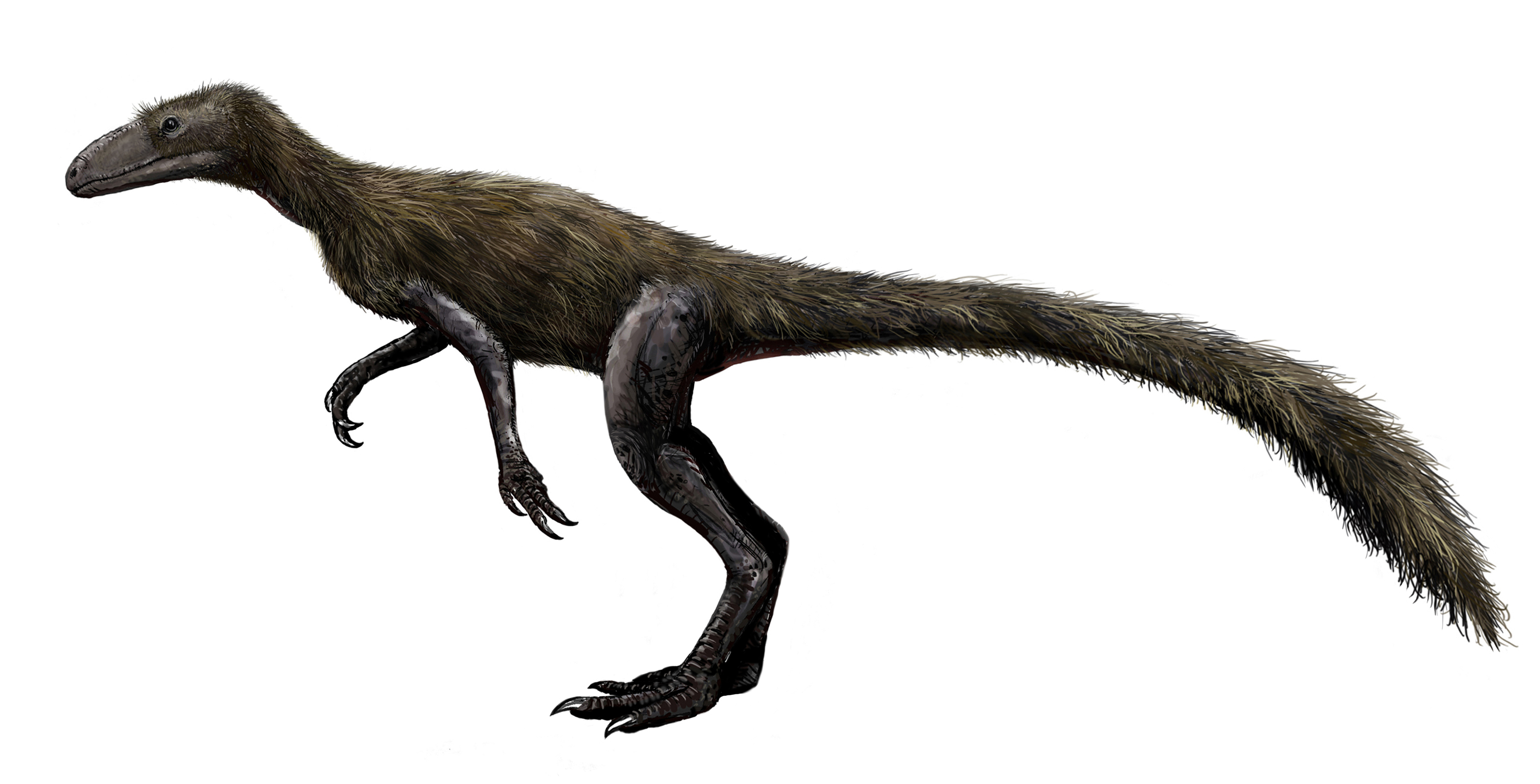
artistieke recreatie

## Beschrijving
Marasuchus was een lichtgebouwde vleeseter met een geschatte lengte van ongeveer 1,3 meter. Hij liep op zijn achterpoten en joeg op kleine prooien. De voorpoten waren vrij groot en het is wel gedacht dat ze nog een rol speelden in de voortbeweging.

## Fylogenie
Marasuchus is een basaal lid van de Dinosauriformes en geeft als zodanig informatie over de afkomst van de dinosauriërs.